# Charles Noble Arden-Clarke

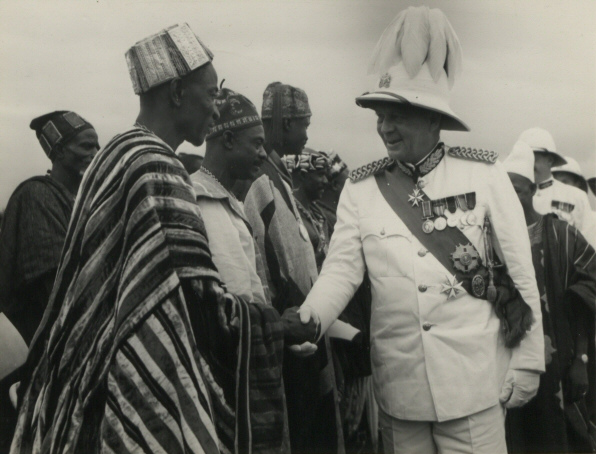
Der Gouverneur der britischen Kolonie Goldküste, Sir Charles Noble Arden-Clarke, trifft einige bedeutende Häuptlinge aus den Nordterritorien in Tamale; zwischen 1949 und 1957

Sir Charles Noble Arden-Clarke (* 25. Juli 1898 in Indien; † 16. Dezember 1962 in Syleham, Suffolk) war ein britischer Kolonialverwaltungsbeamter.
Er war zwischen 1937 und 1942 der leitende Polizeipräsident von Betschuanaland (später Botswana). Von 1946 bis 1949 war er Gouverneur der Kronkolonie Sarawak. Von 1949 bis 1957 war er der Gouverneur der Goldküste. Im Jahr der Unabhängigkeit 1957 wurde die Goldküste in Ghana umbenannt und Sir Charles Noble Arden-Clarke erhielt das Amt des ersten Generalgouverneurs von Ghana. Sein Nachfolger im Amt wurde noch im selben Jahr William Hare, 5. Earl of Listowel.
Am 16. August 1946 wurde er zum Knight Bachelor geschlagen. Am 1. Januar 1948 wurde er Knight Commander des Order of St Michael and St George sowie am 1. Januar 1952 Knight Grand Cross desselben Ordens.